# Røra kommun
Røra kommun (norska: Røra kommune) var en kommun i Nord-Trøndelag fylke i Norge. Kommunen omfattade den sydöstra delen av nuvarande Inderøy kommun. Tätorten Røra utgjorde kommunens centralort.

## Administrativ historik
Røra kommun upprättades den 1 januari 1907 genom utbrytning ur Inderøy kommun. Kommunen hade 866 invånare vid upprättandet.
Den 1 januari 1962 gick Røra kommun, tillsammans med Sandvollans kommun, åter upp i Inderøy kommun. Kommunens hade då 1 003 invånare.